# Henri Blerzy
 (août 2023).
Henri Blerzy, né à Rozay-en-Brie le 30 juillet 1830 et mort à Paris 6e le 13 février 1904, est un ingénieur et homme de lettres français. 

## Biographie
Jean Henry Blerzy est le fils d'Hippolyte Blerzy, notaire royal, et d'Élisabeth Caroline Douvray
.
Il épouse en 1865 Marthe Fléchey à Troyes.
Ingénieur des télécommunications, il obtient le poste de Directeur départemental des PTT de l'Aube.

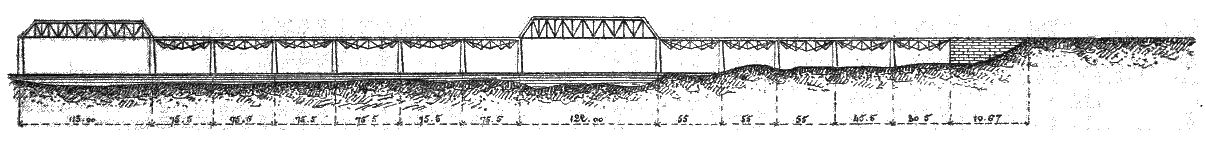
Le pont de Louisville sur l'Ohio, croquis d'Henri Blerzy dans La Nature en 1873.

Il a collaboré à de nombreuses reprises avec la Revue des Deux Mondes, le Journal des Débats, et écrit plusieurs ouvrages dont un sur les Colonies anglaises.
Il meurt à l'âge de 73 ans, à son domicile parisien de la rue Herschel.

## Publications
- Torrents, fleuves et canaux de la France  (ISBN 9782346080168).
- Les Chemins de fer vicinaux  (ISBN 9781976540899).
- Études sur les Travaux publics au XIXème siècle.